# Бальделли, Фортунато
Фортунато Бальделли (итал. Fortunato Baldelli; 6 августа 1935, Вальфаббрика, королевство Италия — 20 сентября 2012, Рим, Италия) — итальянский куриальный кардинал и ватиканский дипломат. Титулярный архиепископ Меваньи с 12 февраля 1983 по 20 ноября 2010. Апостольский делегат в Анголе с 12 февраля 1983 по 4 мая 1985. Апостольский нунций в Сан-Томе и Принсипи с 4 мая 1985 по 20 апреля 1991. Апостольский нунций в Доминиканской Республике с 20 апреля 1991 по 23 апреля 1994. Апостольский нунций в Перу с 23 апреля 1994 по 19 июня 1999. Апостольский нунций во Франции с 19 июня 1999 по 2 июня 2009. Великий пенитенциарий Апостольской пенитенциарии со 2 июня 2009 по 5 января 2012. Кардинал-дьякон с титулярной диаконией Сант-Ансельмо-аль-Авентино с 20 ноября 2010.

## Ранние годы
Родился Фортунато Бальделли 6 августа 1935 года, в Вальфаббрике, епархия Ассизи (ныне Ассизи-Ночеры-Умбры-Гуальдо-Тадино), Итальянское королевство.
Бальделли получил учёную степень в области канонического права. Позднее он учился в Папской Церковной Академии, в 1964-1966 годах (дипломатия).

## Священник и папский дипломат
Бальделли был рукоположён в священника 18 марта 1961 года, которое совершил кардинал Луиджи Тралья — генеральный викарий Рима. Поступил на дипломатическую службу Святого Престола в 1966 году, он работал в нунциатуре на Кубе в 1966-1967 годах; секретарь нунциатуры в 1967-1970 годах. Секретарь нунциатуры в Объединённой Арабской Республики (Египет), в 1970-1974 годах.
В 1974 году он вернулся в Государственный секретариат Святого Престола, и позднее он был переведён в Совет по Общественным делам Церкви. В 1979 году он был назначен специальным посланником с функциями постоянного наблюдателя от Святого Престола при Совете Европы в Страсбурге.

## Папский нунций
12 февраля 1983 года, папа римский Иоанн Павел II назначил его титулярным архиепископом Беваньи (Мевании), и послал апостольским делегатом в Анголу. Ординацию совершил 23 апреля 1983 года кардинал Агостино Казароли — Государственный Секретарь Святого Престола, в сослужении с архиепископом Дурайсами Симон Лурдусами — секретарём Священной Конгрегации Евангелизации Народов и епископом Ассизи Серджио Горетти, также сослужащими были Чезаре Пагани — архиепископом Перуджи; Андре Муака —  архиепископ Луанды; Чезаре Дзакки — титулярный архиепископ Маура, президент Папской Церковной Академии; Карло Урру — епископ Читта ди Кастелло, монсеньор Тициано Скалцотто, заместитель секретаря Священной Конгрегации евангелизации народов, а также другие священники.
4 мая 1985 года он был назначен апостольским про-нунцием в Сан-Томе и Принсипи, а 20 апреля 1991 года апостольским нунцием в Доминиканской Республике и апостольским делегатом в Пуэрто-Рико, а 23 апреля 1994 года апостольским нунцием в Перу.
Бальделли был назначен апостольским нунцием во Франции 19 июня 1999 года, наследуя архиепископу Марио Тальяферри, который умер 21 мая 1999 года.

## Великий пенитенциарий
Бальделли служил апостольским нунцием во Франции с 1999 года до своего назначения на пост великого пенитенциария Апостольской пенитенциарии 2 июня 2009 года папой римским Бенедиктом XVI. Также он имеет дело с прощением тяжких грехов и индульгенциями.
В дополнение к своим обязанностям великого пенитенциария он был назначен членом Конгрегации по Канонизации Святых 24 июля 2010 года, где он будет служить до своего 80-летия.
Из-за важности своей должности Апостольской Пенитенциарии (его предшественники была обычно кардиналами), Бальделли должен был быть возведён в кардиналы-дьяконы на следующей консистории.

## Кардинал
20 октября 2010 года, в ходе генеральной аудиенции, на площади Святого Петра, папа римский Бенедикт XVI объявил о назначении 24 новых кардиналов, среди них и Фортунато Бальделли. Согласно традиции архиепископ Бальделли будет возведён в сан кардинала-дьякона на этой консистории.
20 ноября 2010 года состоялась консистория на которой кардиналу Фортунато Бальделли была возложена кардинальская шапка, и он стал кардиналом-дьяконом с титулярной диаконией Сант-Ансельмо-аль-Авентино. А 21 ноября состоялась торжественная Месса по случаю вручения кардинальских перстней.
5 января 2012 года принял отставку кардинала Бальделли с поста Великого пенитенциария в связи с достижением предельного возраста и назначил его преемником титулярного архиепископа Беневентума Мануэл Монтейру де Каштру —  Секретаря Конгрегации по делам епископов и Секретаря Коллегии Кардиналов, который будет возведён в сан кардинала на консистории 18 февраля 2012 года.

## Разное
Архиепископ Бальделли говорил по-французски, по-испански и по-португальски.

## Кончина
Кардинал Фортунато Бальделли скончался вечером, 20 сентября 2012 года.